# Erich Geyer
Erich Geyer (* 7. November 1950 in Adelsdorf) ist ein ehemaliger Fußballspieler und Fußballtrainer, der den größten Teil seiner Karriere in den USA verbrachte.

## Karriere

### Spieler
Erich Geyer spielte in jungen Jahren beim SC Adelsdorf, ASV Herzogenaurach und TSV Höchstadt, ehe er über den damals drittklassigen Bayernligisten 1. FC Bamberg vor der Saison 1976/77 zur SpVgg Fürth in die 2. Bundesliga Süd wechselte. Dort blieb er vier Spielzeiten und brachte es zu 96 Spielen und 11 Toren.
Danach wechselte er in die USA und schloss sich zunächst den Hartford Hellions an. Nach einem Jahr folgte der Wechsel zu den San Diego Sockers in die North American Soccer League (NASL), wo er bis 1984 blieb. Es folgte eine Saison bei den Chicago Sting, danach kehrte er nach San Diego zurück.

### Trainer
1984 spielte Geyer nur zweimal für San Diego, war dort aber bereits als Co-Trainer tätig.
Nach Ende der aktiven Spielerkarriere startete Geyer im Dezember 1986 als Trainer bei den Chicago Sting und wurde dort im Februar 1988 entlassen. 1989 wurde er Co-Trainer bei den San Diego Sockers und blieb dort bis zum Frühling 1992. Danach wurde er Chefcoach bei Monterrey La Raza in Mexiko. 1997 verließ er den Klub, kehrte aber 1999 zurück und blieb für eine weitere Saison. Im August 2002 übernahm er das Team von Harrisburg Heat. 2004 zog es ihn wieder nach Monterrey in Mexiko, wo er innerhalb dieses Jahres kurzzeitig die Klubs Monterrey Fury und Monterrey Tigres trainierte.